# Обремб (Пултуський повіт)
Обремб (пол. Obręb) — село в Польщі, у гміні Покшивниця Пултуського повіту Мазовецького воєводства.
Населення — 81 особа (2011).
У 1975—1998 роках село належало до Цехановського воєводства.

## Демографія
Демографічна структура станом на 31 березня 2011 року:
|          | Загалом | Допрацездатний вік | Працездатний вік | Постпрацездатний вік |
| -------- | ------- | ------------------ | ---------------- | -------------------- |
| Чоловіки | 44      | 12                 | 28               | 4                    |
| Жінки    | 37      | 7                  | 24               | 6                    |
| Разом    | 81      | 19                 | 52               | 10                   |